# Velouté

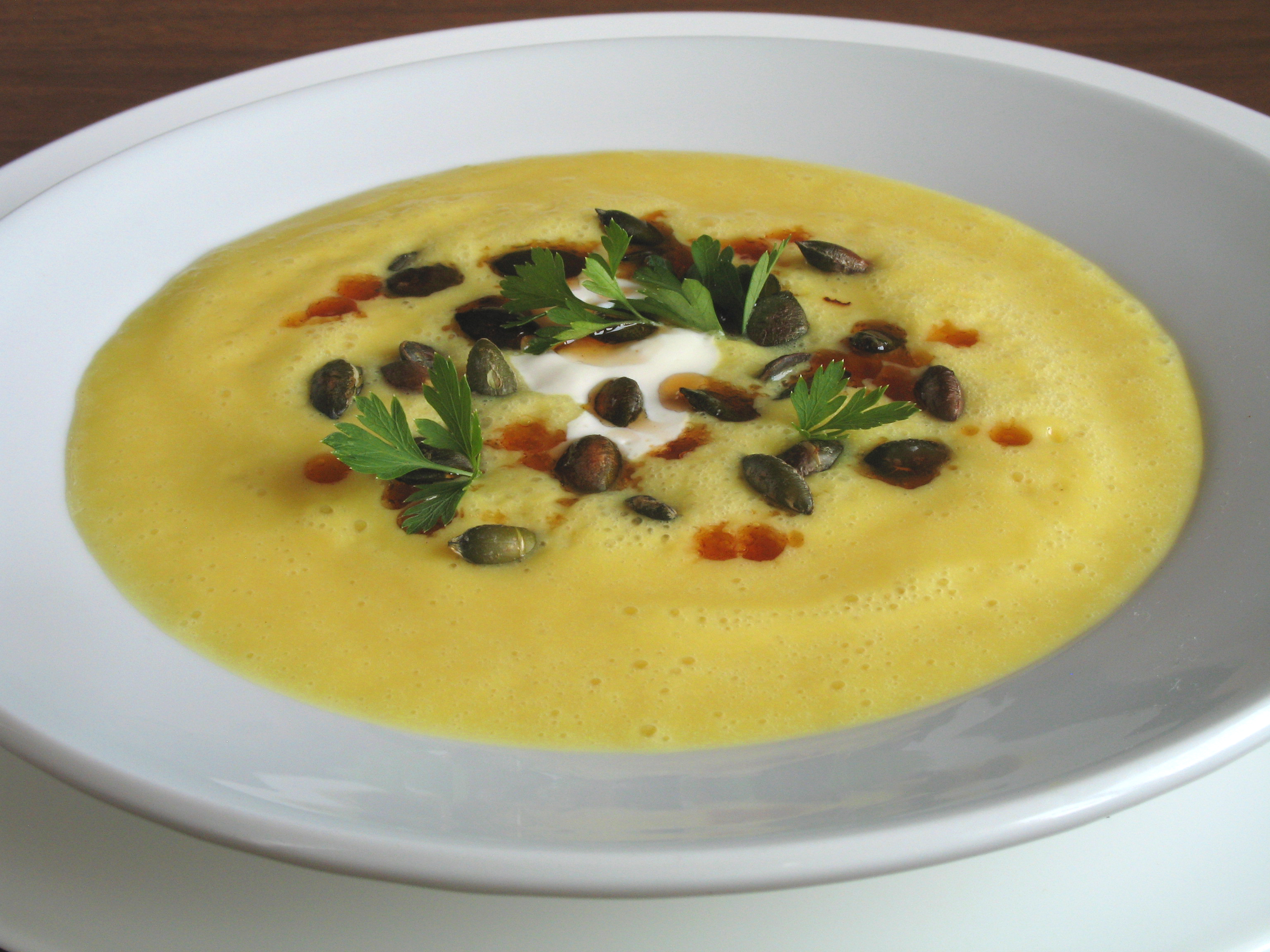
Pompoenvelouté

Een velouté is een zachte en romige soep op basis van een ingekookte consommé, die gebonden wordt met crème fraîche, eigeel en eventueel boter. De naam is afkomstig van velours, het Franse woord voor fluweel.

## Voorbeelden
- Agnèssorelsoep is een kippenvelouté met kip, rundertong en Parijse champignons. Auguste Escoffier noemde deze soep naar Agnès Sorel, de maîtresse van de Franse koning Karel VII.[3]
- Comtesse is een velouté op basis van groentebouillon met asperges.
- De traditionele knoflooksoep uit Lautrec is een velouté op basis van Rose de Lautrec-knoflook die naast room en eigeel ook gebonden wordt met mayonaise.